# L'Arrestation du Christ (Cavalier d'Arpin)
Pour les articles homonymes, voir L'Arrestation du Christ.
L'Arrestation du Christ – en italien La Cattura di Cristo – est un tableau réalisé vers 1598 par le peintre italien surnommé le Cavalier d'Arpin. De format vertical, cette huile sur cuivre est une peinture chrétienne qui représente l'arrestation de Jésus sous un ciel de pleine lune, avec Pierre et Malchus s'affrontant au premier plan à droite. Confisquée à l'artiste par le percepteur de Paul V en 1607, l'œuvre est confiée par le souverain pontife à son neveu, Scipione Caffarelli-Borghese. Elle est désormais conservée à la Galerie Borghèse de Rome.
Il existe du tableau plusieurs répliques autographes ou exécutées par l'atelier du peintre. C'est le cas à Cassel, en Allemagne, où c'est plutôt un croissant de lune qui se remarque dans le coin supérieur droit de la composition.

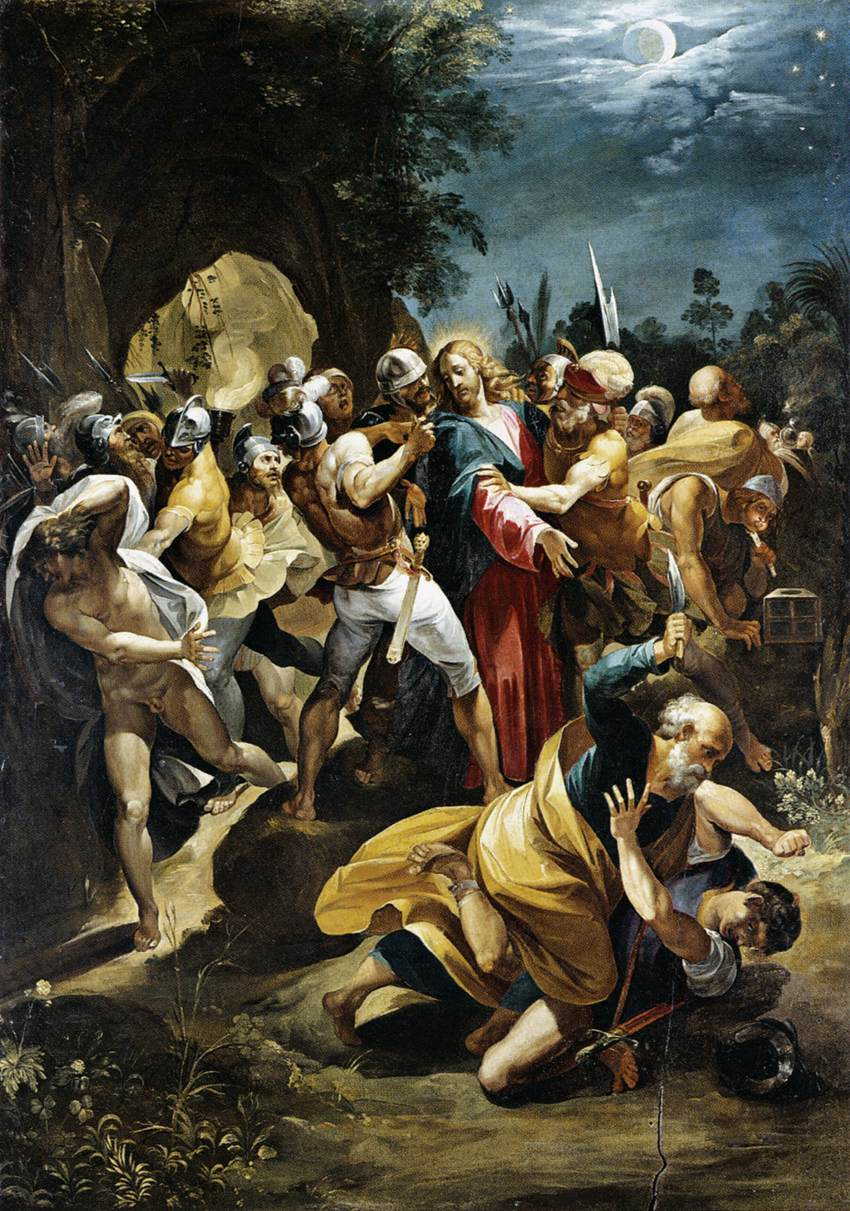
Cavalier d'Arpin, années 1590 – Cassel.